# ヴァイオリンソナタ第2番 (グリーグ)
ヴァイオリンソナタ第2番 ト長調 作品13は、エドヴァルド・グリーグが作曲した2番目のヴァイオリンソナタである。

## 概要
前作のヴァイオリンソナタ第1番から2年を経た1867年に作曲され、第1番と同じく短期間で完成された。この当時のグリーグはデンマークからノルウェーに戻って歌手のニーナ・ハーゲルップと結婚したばかりであった。
作品は同じノルウェー出身の作曲家ヨハン・スヴェンセンに献呈された。

## 構成
3楽章の構成で、演奏時間は約21分。
- 第1楽章 レント・ドロローソ―ポコ・アレグロ―アレグロ・ヴィヴァーチェ
- 第2楽章 アレグレット・トランクイッロ
- 第3楽章 アレグロ・アニマート

なお、第3楽章はもともとチェロとピアノのための作品として構想されていた。